# Berenike die Jüngere
Berenike die Jüngere (altgriechisch Βερενίκη Bereníkē; * etwa zwischen 285 und 280 v. Chr.; † um 246 v. Chr. in Antiochia am Orontes) war eine Tochter des ägyptischen Königs Ptolemaios II. und seiner Ehefrau Arsinoë I.

## Leben
Berenike wurde von ihrem Vater zur Bestärkung des Friedens nach dem Zweiten Syrischen Krieg Anfang 252 v. Chr. mit dem Seleukidenherrscher Antiochos II. vermählt, dem sie eine große Mitgift (daher ihr Beiname phernephóros = „Mitgiftträgerin“), vermutlich anstelle von Reparationszahlungen, in die Ehe einbrachte. Ptolemaios II. begleitete seine Tochter persönlich bis Pelusion, der Minister Apollonios brachte sie dann bis zur ägyptischen Grenze nördlich von Sidon, wo sie vom syrischen König empfangen und bald darauf geheiratet wurde. Antiochos II. hatte sich zuvor von seiner bisherigen Gattin Laodike getrennt, die sich ins westliche Kleinasien zurückzog, aber ihre Entmachtung auf die Dauer nicht hinnehmen wollte. Von ihrem Vater erhielt Berenike ständig Nilwasser, das einen angenehmen Geschmack aufwies.
Berenike gebar ihrem Gatten einen Sohn, der vermutlich Antiochos hieß und Thronfolger wurde. Doch 246 v. Chr. starb Antiochos II. unter ungeklärten Umständen in Ephesos, als er sich bei seiner Ex-Gattin Laodike aufhielt. Diese behauptete, dass der Seleukidenkönig kurz vor seinem Tod den Sohn der Berenike enterbt und wieder ihren ältesten Sohn Seleukos II. zu seinem Nachfolger eingesetzt habe; die ägyptische Gegenseite verbreitete dagegen, dass Laodike ihren Ex-Gemahl vergiftet und sein Testament gefälscht habe. Laodike trug ihren Anhängern auf, Berenike und deren Sohn, die in der Hauptstadt Antiochia am Orontes residierten, zu töten. Allerdings erfuhr Berenike von den Plänen ihrer Rivalin und zog sich mit ihrem kleinen Sohn in den auch ohne große Armee gut zu verteidigenden Vorort Daphne zurück. Außerdem bat sie durch Boten ihren Bruder, den ägyptischen König Ptolemaios III., um Hilfe und forderte Verstärkungen aus Kleinasien an. So brach der Dritte Syrische Krieg (246–241 v. Chr.) aus. Die beiden vornehmen Antiochener Gennaios und Ikadion, Parteigänger der Laodike, konnten sich aber des Sohns der Berenike bemächtigen und ließen ihn, offenbar in Antiochia, umbringen. Dass Berenike an Gennaios grausame Rache genommen hätte, wie Valerius Maximus erzählt, erscheint unwahrscheinlich, da Gennaios nach Porphyrios später auch an der Ermordung Berenikes beteiligt war. Jedenfalls folgte die Ptolemäerin dem Rat ihres Leibarztes Aristarchos, sich mit den Mördern ihres Kindes zu arrangieren, um ihr eigenes Leben zu retten. Unter eidlicher Versicherung ihrer Verschonung quartierte sie sich in einem sicheren Teil des Palastes ein und erhielt eine keltische Leibwache, wurde aber bald unter Bruch des Versprechens ermordet. Die Dienerinnen Panariste, Mania und Gethosyne sorgten für das Begräbnis der Berenike, behaupteten aber gegenüber dem syrischen Volk, dass sie noch lebe und sich erhole, indem sie an ihrer Stelle eine Doppelgängerin in ihr Bett legten, und warteten auf das Eintreffen des ägyptischen Königs. Dieser traf dann im Namen seiner angeblich noch lebenden Schwester einige für ihn nützliche Anordnungen.